# Wig Wam
Wig Wam er et glamrock-band dannet i den norske by Halden i 2001. Bandet har siden dannelsen bestået af "Glam" (Åge Sten Nilsen, forsanger), "Teeny", (Trond Holter guitar og kor), "Sporty" (Øystein Andersen, trommer) og "Flash" (Bernt Jansen, bas og kor). Bandets stil er en blanding af glam metal og hard-rock med humoristiske tekster.
Bandet fik sit internationale gennembrud, da de repræsenterede Norge ved Eurovisionens Melodi Grand Prix i 2005 med nummeret "In My Dreams", der endte på en niendeplads.
Wig Wam blev opløst i 2014, men blev gendannet i 2019.

## Diskografi
- Hard to be a rock'n'roller (2005)
- Wigwamania (2006)
- Live In Tokyo (2007)
- Non Stop Rock'n'Roll (2010)
- Wall Street (2012)
- Never Say Die (2021)
- Out of the Dark (2023)